# Lew Nikolajewitsch Koroljow

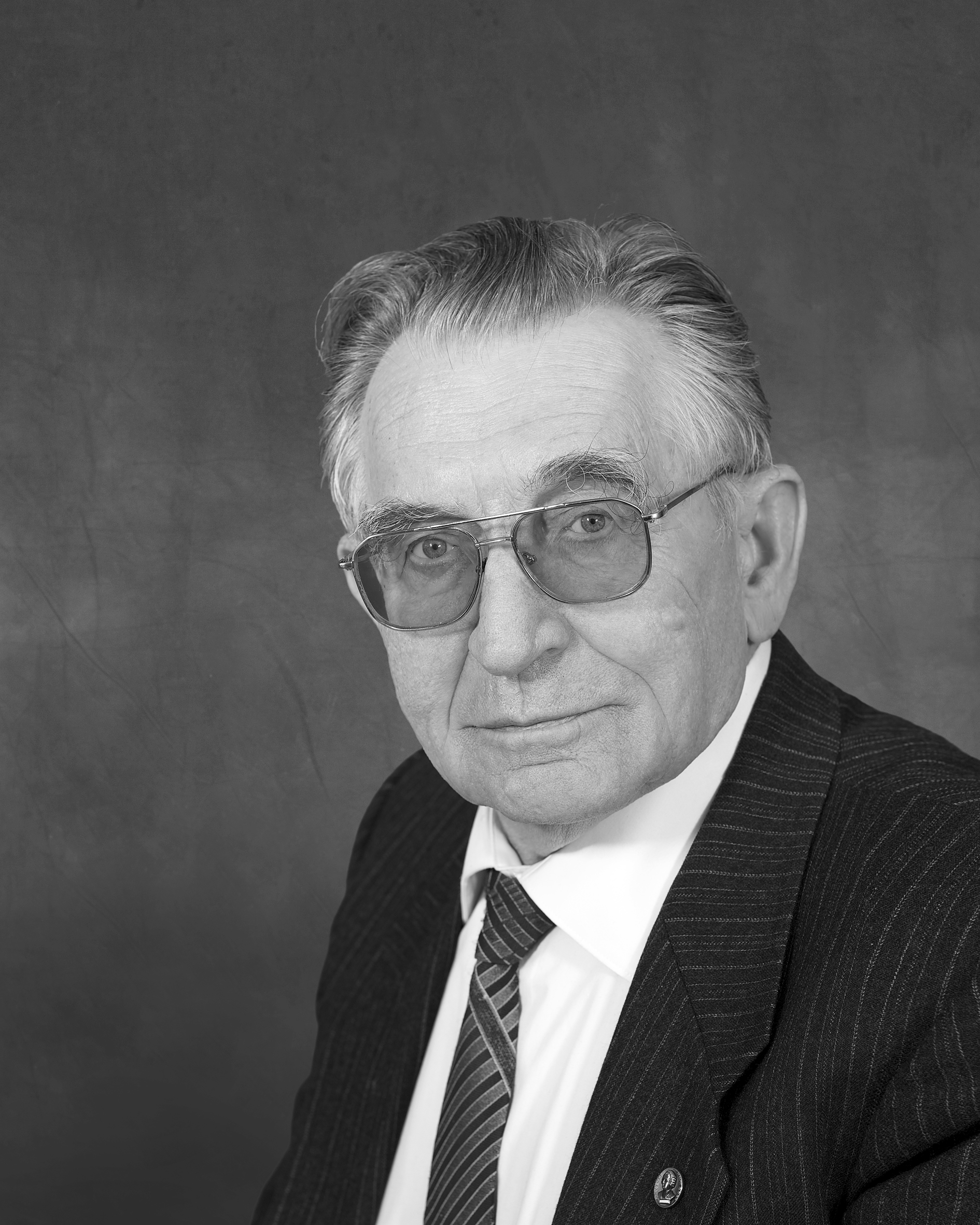
Lew Nikolajewitsch Koroljow

Lew Nikolajewitsch Koroljow (russisch Лев Николаевич Королёв; * 6. September 1926 in Podolsk; † 5. Januar 2016 in Moskau) war ein sowjetisch-russischer Informatiker und  Hochschullehrer.

## Leben
Im Deutsch-Sowjetischen Krieg begann Koroljow 1943 das Studium an der Lomonossow-Universität Moskau (MGU) in der Mechanik-Mathematik-Fakultät (Mechmat). 1944 wurde er zur Roten Armee einberufen und nahm am Krieg teil.
Nach dem Abschluss des Studiums an der MGU 1952 mit Auszeichnung arbeitete Koroljow im Moskauer Institut für Feinmechanik und Rechnertechnik (ITMiWT) der Akademie der Wissenschaften der UdSSR (AN-SSSR, seit 1991 Russische Akademie der Wissenschaften (RAN)) unter der Leitung Sergei Lebedews (bis 1975). 1953 nahm Koroljow an der Erstellung der Programme für die ersten sowjetischen elektronischen Rechenanlagen BESM, BESM-2 und M-20 teil. Er entwickelte 1956 ein Programm für die maschinelle Übersetzung von Texten aus dem Englischen ins Russische. 1959 verteidigte er seine Dissertation über Probleme der Theorie des maschinellen Wörterbuchs mit Erfolg für die Promotion zum Kandidaten der physikalisch-mathematischen Wissenschaften 1960.
In den folgenden Jahren entwickelte Koroljow Programme für die Rechner der Raketenabwehr-Systeme, die dann auch Gegenstand seiner 1967 mit Erfolg verteidigten Doktor-Dissertation für die Promotion zum Doktor der physikalisch-mathematischen Wissenschaften war. Außerdem entwickelte er die Software für Raumfahrt-Steuerungen einschließlich des Apollo-Sojus-Test-Projekts.
Unter Koroljows Leitung wurde 1967 das erste sowjetische Multitasking-Betriebssystem Dispatcher-68 für die BESM-6 entwickelt, das die Virtuelle Speicherverwaltung mit dynamischer Speicherverteilung unterstützte.
Neben der Forschungs- und Entwicklungsarbeit lehrte Koroljow an der MGU. 1969 wurde er zum Professor ernannt. Ab 1970 leitete er den Lehrstuhl für Automatisierungssysteme und Rechenanlagen der Fakultät für Computermathematik und Kybernetik. Er hielt eine Vorlesung über die Architektur von Superrechnern. Er wurde 1981 zum Korrespondierenden Mitglied der AN-SSSR gewählt.
Koroljow starb am 5. Januar 2016 in Moskau und wurde auf dem Friedhof Trojekurowo begraben.

## Ehrungen, Preise
- Medaille „Für die Einnahme Budapests“[1]
- Medaille „Für die Befreiung Belgrads“[1]
- Medaille „Sieg über Deutschland“[1]
- Staatspreis der UdSSR (1969) für das BESM-6-Autorenkollektiv
- Leninorden (1971)[1]
- Ehrenzeichen der Sowjetunion (1976)[1]
- Preis des Ministerrats der UdSSR (1982) für das MGU-Multitaskingsystem[1]
- Orden des Vaterländischen Krieges II. Klasse (1985)[1][6]
- Orden der Oktoberrevolution (1986)[1]
- Lomonossow-Preis der MGU (1995)[1]
- Verdienter Professor der MGU (1996)[1]
- Verdienstorden für das Vaterland IV. Klasse (1996)[1][7]